# Simon Schwartz i Riera
Simon Schwartz i Riera (Palafrugell, 1940) és un metge català, especialitzat en bioquímica clínica.
Ha estat director mèdic de l'Hospital General Universitari Vall d'Hebron, on el 1994 va crear la Fundació de Recerca Vall d'Hebron i fins al 2011 fou responsable del CIBBIM-Nanomedicina del Vall d'Hebron Institut de Recerca i Director del Centre d'Investigacions en Bioquímica i Biologia molecular. també ha estat membre del consell editor de la Revista de Diagnóstico Biológico, editada per l'Associació Espanyola de Biopatologia Mèdica. També ha estat president del Club de Vela Blanes de 1991 a 2011. El 2011 va rebre la Creu de la Jordi.